# Fair Play (film, 2023)
Pour les articles homonymes, voir Fair-play (homonymie).
Pour plus de détails, voir Fiche technique et Distribution.
Fair Play est un thriller érotique américain écrit et réalisé par Chloe Domont et sorti en 2023.
Présenté en avant première au festival du film de Sundance 2023, il connaitra une sortie limitée en salles suivie d'une diffusion sur Netflix.

## Synopsis
Emily et Luke sont tous deux employés de la même société de fonds spéculatifs. Fiancés en secret, la récente promotion d'Emily va faire basculer l'équilibre du couple dans une spirale toxique.

## Distribution
- Phoebe Dynevor (VF : Emmylou Homs) : Emily
- Alden Ehrenreich (VF : Marc Arnaud) : Luke
- Eddie Marsan (VF : Gérard Darier) : Campbell
- Rich Sommer (en) (VF : Bertrand Nadler) : Paul
- Sebastian de Souza (VF : Alexis Tomassian) : Rory
- Geraldine Somerville (VF : Laurence Bréheret) : la mère d'Emily
- Patrick Fischler (VF : Mathieu Buscatto) : Robert Bynes

## Sortie
Le film est présenté en avant première au festival du film de Sundance 2023 le 20 janvier 2023. Il connait ensuite une sortie limitée dans certains cinémas américains dès le 29 septembre 2023, avant sa diffusion mondiale sur Netflix le 6 octobre 2023.